# Breitsattel
Ein Breitsattel ist eine durch Halokinese entstandene, geologische Sattel- oder Domstruktur, bei der die Deckschichten über einer relativ breiten und flachen Salzstruktur (Salzkissen oder niedriger Salzstock) großflächig aufgewölbt sind. Die Deckschichten fallen daher relativ flach ein, beißen im Kern der Sattelstruktur großflächig aus und sind nur schwach gestört.
An der Erdoberfläche äußert sich ein Breitsattel, je nachdem, ob im Kern erosionsbeständige oder erosionsanfällige Gesteine ausbeißen, entweder als breiter, sanft ansteigender Höhenzug oder als von schmalen, niedrigen Höhenrücken gesäumte Mulde. Breitsättel finden sich in Deutschland in größerer Zahl im nördlichen Harzvorland, so der Elm, der Große Fallstein, der Oderwald und der Hakel.
Das Gegenstück zum Breitsattel ist der Schmalsattel.